# 小山蒜
小山蒜（学名：Allium pallasii）为葱科葱属的植物。分布在西伯利亚、中亚地区以及中国大陆的新疆等地，生长于海拔600米至2,300米的地区，一般生长在平原或山坡，目前尚未由人工引种栽培。